# سونی اریکسون جی۷۰۰
جی۷۰۰ (به انگلیسی: G700) از سری گوشی های هوشمند سونی اریکسون می‌باشد و در سال ۲۰۰۷ ساخته و روانه بازار شده، دارای نمایشگر لمسی با حساسیت کم و بیش خوب است که البته به دلیل ابعاد کوچکش همواره موردانتقاد بوده است، این گوشی برای افرادی که خواهان یک گوشی هوشمند بسیار ارزان با توانایی نمایش فایل‌های آفیس و ویرایششان هستند بهترین گزینه است.
بر پایه آخرین هماهنگی با بازار موبایل ایران بهای متوسط این گوشی 135000 تومان است.

## اندوخته
- "جی۷۰۰ در سایت رسمی سونی اریکسون" (به انگلیسی). Archived from the original on 16 May 2011. Retrieved February 2011. {{cite web}}: Check date values in: |تاریخ بازدید= (help)